# Lune froide
Pour plus de détails, voir Fiche technique et Distribution.
Lune froide est un film français sorti en 1991 et réalisé par Patrick Bouchitey, sélectionné au festival de Cannes la même année. Ce film fut à l'origine un court métrage tiré de deux nouvelles de Charles Bukowski, qui reçut le César du meilleur court métrage de fiction en 1990. Le film fut produit par Luc Besson par le biais de la société de production Les Films du Dauphin.

## Synopsis
Lune froide retrace les errances de Simon (Jean-François Stévenin) et Dédé (Patrick Bouchitey), deux marginaux noctambules et aigris. Une suite de rencontres insolites, où s'exprime l'humour noir, le côté déjanté du duo. Interdit aux moins de 16 ans, le film a provoqué un scandale avant même sa sortie car il aborde en filigrane, à travers différents flash-backs le thème particulièrement tabou de la nécrophilie (le court métrage tiré d'une nouvelle de Bukowski Copulating Mermaid of Venice, est inclus à la fin du film). Tourné en noir et blanc, dans une zone industrielle portuaire, à Lorient, en Bretagne, le film est baigné par la musique de Didier Lockwood, et par la passion de Dédé pour Jimi Hendrix et le rock des années 1960 en général.

## Fiche technique
- Titre : Lune froide
- Réalisation : Patrick Bouchitey
- Assistant réalisateur : Vincent Canaple
- Scénario : Jackie Berroyer et Patrick Bouchitey
- D'après les romans de : Charles Bukowski Copulating Mermaid of Venice et Trouble with the Battery
- Producteurs : Luc Besson, Andrée Martinez
- Sociétés de production : Les Films du Dauphin, Studio Lavabo
- Société de distribution : Gaumont
- Musique : Didier Lockwood
- Directeur de la photographie : Jean-Jacques Bouhon
- Décors : Franck Lagache, Jean-Marc Pacaud
- Costumes : Carine Sarfati
- Montage : Florence Bon
- Durée : 90 minutes (long métrage) 26 minutes (court métrage)
- Format : noir et blanc
- Lieux de tournage : Pontoise, Concarneau, Lorient, Etel
- Date de sortie : 
  - France : 22 mai 1991

## Distribution
- Jean-François Stévenin : Simon
- Patrick Bouchitey : Dédé
- Jean-Pierre Bisson : Gérard, le beau-frère de Dédé
- Consuelo de Haviland : la blonde
- Laura Favali : Nadine, la sœur de Dédé
- Silvana de Faria : la prostituée
- Karine Nuris : la sirène
- Roland Blanche : l'accoudé
- Jean-Pierre Castaldi : Félix, le patron du bistrot
- Dominique Maurin : le vagabond
- Bernard Crombey : le boucher
- Patrick Fierry : Jean-Loup
- Anne Macina : la femme de la voiture
- Marie Mergey : Suzanne, la tante de Simon
- Jackie Berroyer : le curé
- Pierre Bouchitte : le gardien de la loge
- Pierrick Charpentier : le flic
- Alain Le Floch : Denis
- Christian Gazio : le vendeur de musique
- Moïse Maximoff : le frère de la prostituée
- Karim Nouar : Rachid, dit Cacahuète
- Hubert Saint-Macary : un consommateur au bistrot
- Véronique Vincent : la vedette
- Pablo Vicente : un docker
- Sandra Majani (créditée sous le nom de Sandra Extercatte)
- Christophe Ferrux
- Jean-Pierre Gaillet
- Richard Guerry
- Marc Ligaudan
- Clémentine Nicolini
- Michel Roncari
- Coralie Roy
- Frédo Stein

## Production
Le film est tourné en majeure partie à Lorient, notamment dans le quartier du port de pêche de Keroman où certains lieux comme l'avenue de La Perrière et le bar Le Galion en particulier sont mis en avant. Quelques scènes sont aussi tournées à Concarneau.

## Distinctions
- 1990 : César du meilleur court métrage de fiction[3].

## Autour du film
- Le film est dédié à Patrick Dewaere et Xavier Saint-Macary.